# Ризон I
Разон I, в Ветхом Завете — Разон Сириянин — царь Арама, правивший около 950 года до н. э.
Разон I, сын Елиада, считается основателем арамейского Дамаска. В молодости он служил у арамейского царя Адад-Азиру, который пытался создать своё крупное государство в древней Сирии, но потерпевшего поражение от израильского царя Давида. Дамаск был тогда присоединён к Израильскому царству.
Позднее, уже во времена Соломона, в 992 году до н.э., Ризон смог собрать отряд воинов, с которыми он убил Ду-Тешуба (Бен-Адад), сына Адад-Азиру, и захватил город Дамаск, сделав его своей столицей. Его мародерские отряды арамейцев жгли и грабили племенные поселения на севере в течение тринадцати лет, но в конце концов были отброшены войсками Давида в 980 г. до н. э.
Однако, через сорок лет, Разон, почувствовавший ослабление позиций Соломона из-за неудачи Рамсеса в битве при Кадете, возобновил старый конфликт. В 938 г. до н. э. он атаковал израильский город Асор, сжег дворец до основания и изуродовал статуи в египетском стиле, украшавшие царские апартаменты, отколов головы и конечности.
Царства в Трансиордании тоже отпали от Соломона и отказались платить дань.Вероятно, большинство населения царства составляли арамеи, поэтому и царство известно в истории под названием Арам.